# Strada statale 646 di Uccea
La ex strada statale 646 di Uccea (SS 646), ora strada regionale 646 di Uccea (SR 646), era una strada statale italiana, il cui percorso era interamente sviluppato in Friuli-Venezia Giulia. Attualmente classificata come strada regionale, ha inizio a Tarcento e termina presso il confine di Stato con la Slovenia di Uccea. La strada è interamente compresa nel territorio della provincia di Udine.

## Storia
Con il decreto del Ministro dei lavori pubblici dell'8 giugno 1977 avvenne la classificazione della strada mutuando il percorso dalla strada provinciale Tarcento-Vedronza-Uccea-Confine con la Jugoslavia, con i seguenti capisaldi di itinerario: "Tarcento - Vedronza - Uccea - Confine con la Jugoslavia"; con il decreto del Ministro dei lavori pubblici del 1º settembre 1978 si ebbe la numerazione e la denominazione.
Dal 1º gennaio 2008 è passata in gestione alla Regione Friuli-Venezia Giulia, che opera tramite Friuli Venezia Giulia Strade S.p.A.

## Percorso
Parte da Tarcento, corre verso Nord lungo le sponde del torrente Torre toccando Ciseriis, Vedronza e Pradielis. Entra nella valle dei Musi salendo fino al passo di Tanamea (851 m). Da qui scende sino al confine di stato con la Slovenia posto nelle vicinanze del villaggio di Uccea. Proseguendo in territorio sloveno si giunge a Saga (Žaga) nell'alta valle dell'Isonzo.